# 류드밀라 브라기나
류드밀라 이바노프나 브라기나(러시아어: Людмила Ивановна Брагина, 1943년 7월 24일 ~ )는 소련의 전직 육상 선수이다.
약한 허파와 함께 추운 우랄 지방에서 태어나 폐렴과 함께 싸운 브라기나는 회복 후에 자신이 육상 코치로 일하던 크라스노다르로 이주하였다.
브라기나는 1972년과 1976년 하계 올림픽에서 1500m 경주에 나갔으며, 첫 경기를 우승하다가 후반에는 5위를 하였다. 1972년 7월 그녀는 소련 선수권에서 1500m의 세계 신기록을 세우고, 그러고나서 진보적으로 올림픽의 첫 예선, 준결승전과 결승전에서 향상시켰다. 같은 해에 노동의 붉은 깃발 훈장이 수여되었다. 그녀는 또한 3번이나 3000m의 세계 신기록(1972, 1974, 1976)을 세우기도하였다.
유럽 선수권에서 브라기나는 4개의 은메달을 획득하였다 - 실외 3000m(1974), 실내 800m(1970)와 1500m(1971~72).